# Orchesia multisignata
Orchesia multisignata es una especie de coleóptero de la familia Tetratomidae.

## Distribución geográfica
Habita en Argentina.